# Roller derby
O Roller derby é um esporte jogado por duas equipes de cinco membros que patinam, na mesma direcção, à volta de uma pista. A partida consiste numa série de pequenos jogos (jams), nas quais ambas as equipas nomeiam um jammer, que marca pontos ao ultrapassar membros da outra equipe. Os outras integrantes têm que jogar na ofensiva e na defensiva simultaneamente, uma vez que têm que impedir o jammer da outra equipe de marcar pontos, enquanto o seu próprio jammer marca os pontos.Ganha o time que tiver mais pontos no jogo.

## História
Nos Estados Unidos da América, durante a Grande Depressão, as corridas de resistência sobre patins eram bastante populares. Surgidas em 1930, eram competições mistas e o objectivo era completar muitas voltas. Os momentos mais excitantes das corridas, porém, eram os choques entre patinadores, de modo que em 1937 o foco da competição mudou: não seria mais um desporto de resistência, mas um desporto de equipa numa pista inclinada, com ataque e defesa.
O Roller Derby no formato clássico, como desporto de resistência individual misto, nunca deixou de ser praticado. Há, ainda hoje, equipas e ligas que o praticam no formato original. Por outro lado, o formato de competição adquiriu grande popularidade, primeiro entre as ligas femininas nos EUA, posteriormente se expandindo para Europa, Oceania e, mais recentemente, América do Sul.

## Características
O esporte se caracteriza por ser de alto contato. A maioria dos times são femininos. É praticado com patins de rodas paralelas sobre uma pista oval. Cada um dos dois times tem cinco jogadores, sendo quatro bloqueadores, ou blockers (um deles sendo pivô, que lidera o grupo) e um atacante (jammer), que marca um ponto. O grupo de blockers é usualmente chamado de pack. Os jammers possuem uma estrela no seu capacete, enquanto o jogador com uma faixa no capacete é o pivô.

## Regras
As partidas são chamadas de bout e são divididas em duas partes de 30 minutos. Cada uma dessas partes é composta por um número indefinido de rodadas de dois minutos ou menos, ou jams. O objetivo do jogo é que o jammer passe o maior número possível de vezes à frente do pack do time adversário, que tenta impedi-lo.
O bout começa com o primeiro apito (um apito curto), quando os packs começam a se mover. Os jammers começam a andar no segundo apito (dois apitos curtos). A primeira volta não gera pontos, mas o primeiro jammer que passar os blockers adversários de forma legal, de acordo com as regras, será o lead jammer, e terá o direito de encerrar a jam antes de dois minutos. (O juiz apontará para a lead jammer com um braço em "L".) Se, porém, ambos os jammers cometerem faltas na sua primeira volta, não haverá lead jammer e a jam terá de ter os dois minutos completos.
Entre os jams há um intervalo de 30 segundos para as equipes se alinharem. Durante este tempo, jogadores podem ser substituídos, com a exceção natural daqueles excluídos por penalidade.